# Minden Day

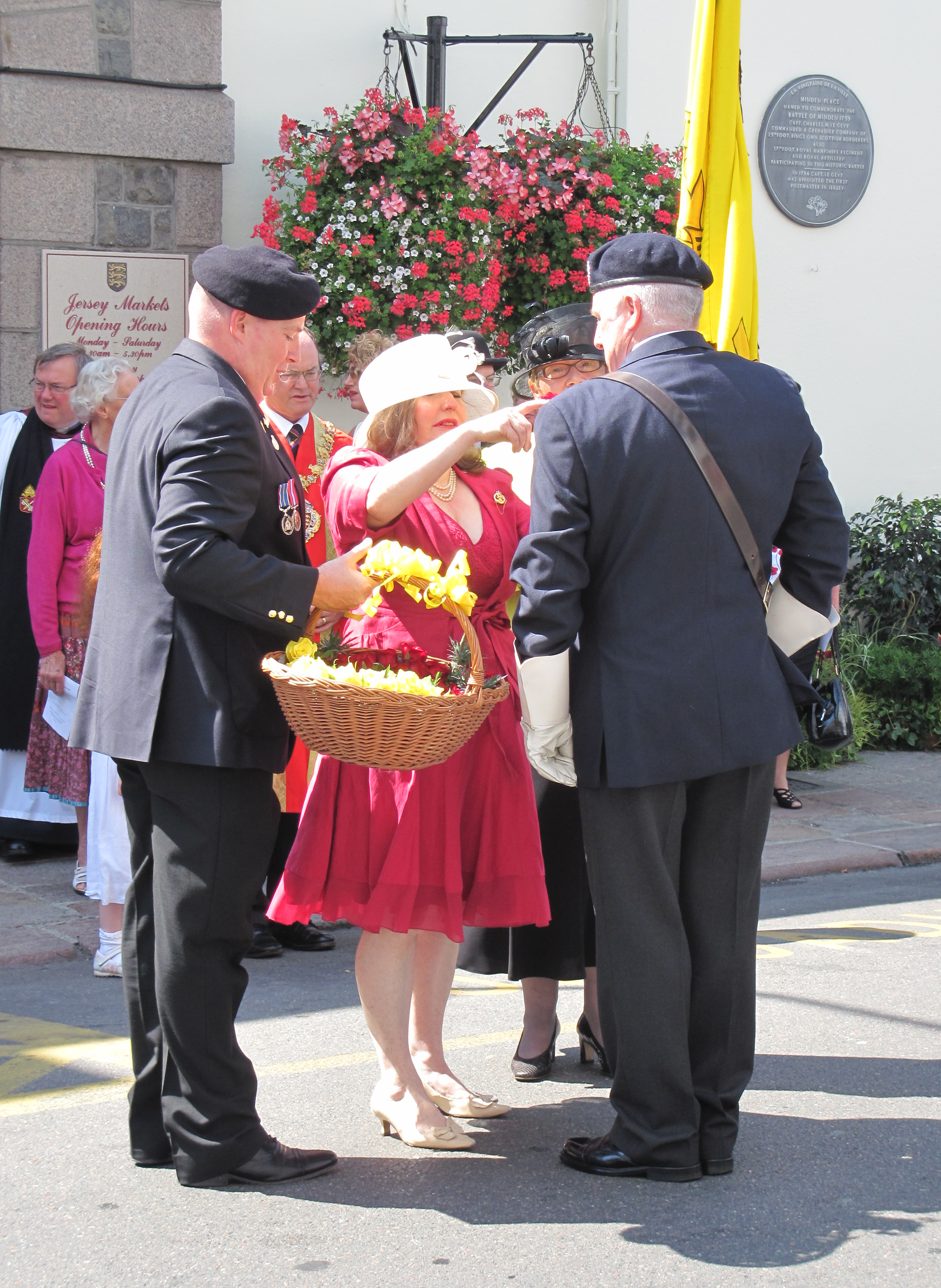
Zeremonie des Minden Day auf dem Minden Place, Saint Helier, Jersey 2011.

Der Minden Day  wird auch heute noch in Großbritannien durch die an der Schlacht bei Minden beteiligten Regimenter am 1. August jeden Jahres gefeiert. Der Tag soll an die Beteiligung der Vorläufer der Regimenter an die Schlacht bei Minden erinnern, dessen Jahrestag auf das Jahr 1759 zurückgeht. 
Zur Feier des Tages tragen die Regimenter sogenannte „Minden Roses“ als Regiments-Kopfschmuck. Sie sollen daran erinnern, dass die Regimenter wilde Rosen in der Schlacht von Minden trugen. Diese hatten sie zuvor aus Hecken herausgerissen, als sie dem Feind entgegenschritten. 
In der ostwestfälischen Stadt Minden findet an diesem Tag, jährlich eine Parade von Militärteilen aus Großbritannien und Deutschland sowie dem Mindener Bürgerbataillon, am Denkmal der Schlacht von Minden statt.  
Folgende Regimenter der Britischen Armee feiern diesen Tag:
- 12. (Minden) Battery des 12. Regiment (Royal Artillery)
- 32. (Minden) Battery des 16. Regiment Royal Artillery
- The Royal Scots Borderers des The Royal Regiment of Scotland, Nachfolger des 25th Regiment of Foot (King’s Own Scottish Borderers)
- 1st Battalion des The Royal Anglian Regiment, Nachfolger des 12th Regiment of Foot
- HQ Company des 3rd Battalion des The Royal Anglian Regiment (TA Reserve)
- The Royal Regiment of Fusiliers, Nachfolger des 20th Regiment of Foot
- The Royal Welsh, Nachfolger des 23rd Regiment of Foot
- The Princess of Wales’s Royal Regiment, Nachfolger des 37th Regiment of Foot
- 3rd und 5th Battalion des The Rifles Regiment, Nachfolger der The Light Infantry, Nachfolger des 51st Regiment of Foot